# Хеленски парламент
Хеленски парламент (грч. Βουλή των Ελλήνων; превод Вули тон Еллинон) је грчки парламент, смештен на тргу Синтагма у Атини.